# Tauernscheckengeit

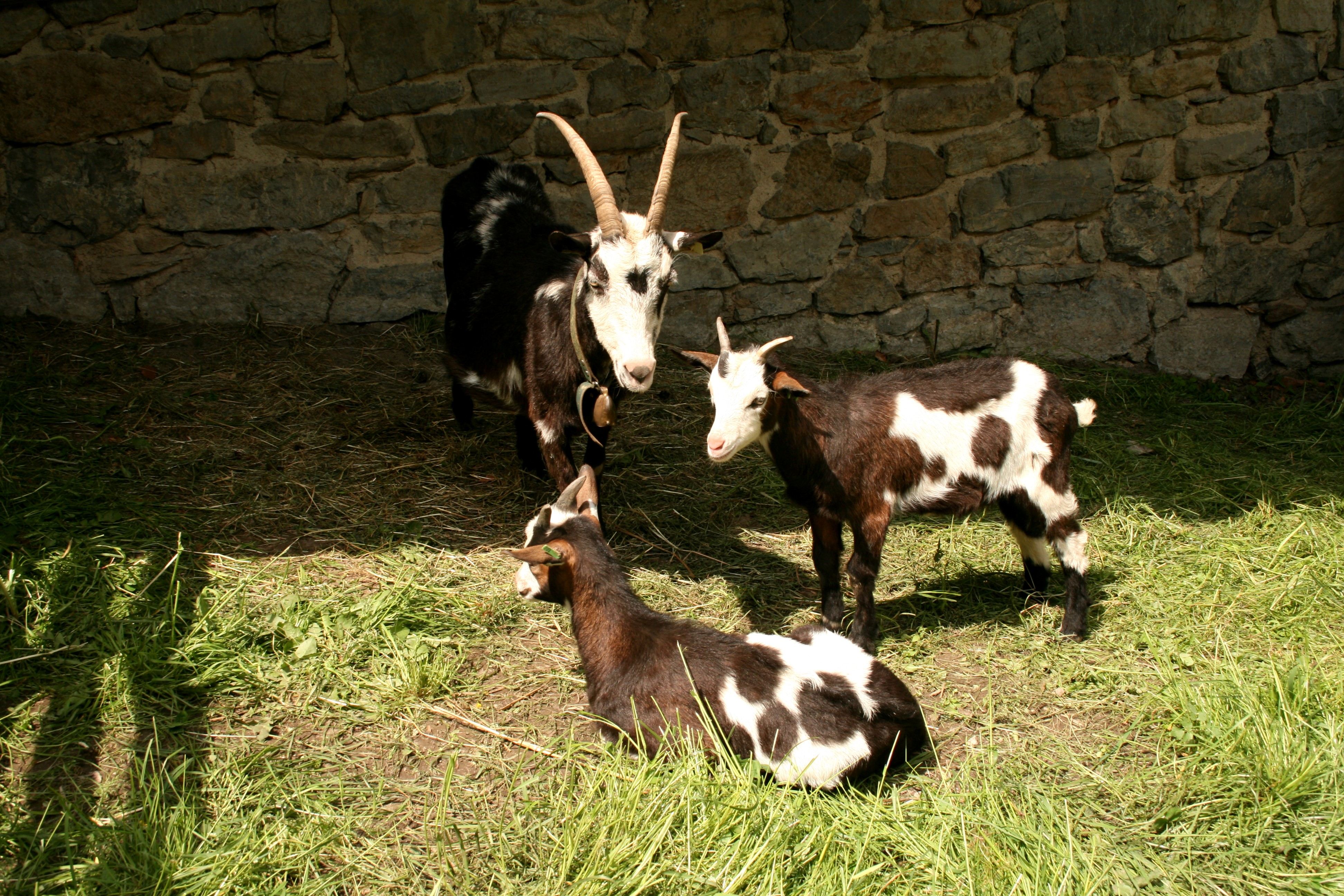
De Tauernscheckengeit

De Tauernscheckengeit is een berggeitensoort. Van oorsprong komt deze soort voor in de dalen en op de almen van het berggebied Hohe Tauern rond de Großglockner in Oostenrijk. Het is een kortharige soort en heeft meestal de kleuren bruin/wit/zwart maar soms ook alleen zwart/wit. Pigmentvlekken bij de ogen en de oren zijn typisch voor deze soort. 
Tauernschecken vallen verder op door de plek waar de uiers zitten en de grootte ervan. De uiers zitten vrij hoog waardoor ze goed beschermd zijn in het berggebied. Zij leveren behoorlijk veel melk. De mannetjes worden ongeveer 75-90 cm groot en wegen 60-85 kilogram. De vrouwtjes worden 70-80 cm groot en wegen tussen de 50 en 70 kilogram. Deze geitensoort is met uitsterven bedreigd. Een privé-initiatief in Rauris zorgt er tot nu toe voor dat deze soort nog bestaat.